# Taiojno-Aleksàndrovka
Taiojno-Aleksàndrovka (en rus: Таёжно-Александровка) és un poble (un possiólok) de l'óblast de Kémerovo, a Rússia, que en el cens del 2010 tenia 40 habitants, pertany al districte de Mariïnsk.